# Estación de Oberaach
La estación de Oberaach es la una estación ferroviaria de la localidad de Oberaach, perteneciente a la comuna suiza de Amriswil, en el Cantón de Turgovia.

## Historia y situación
La estación de Sulgen fue abierta en el año 1855 con la apertura al tráfico ferroviario de la línea que unía a Winterthur con Romanshorn, del Schweizerische Nordostbahn (NOB), y en 1902 se integró en los SBB-CFF-FFS.
La estación se encuentra ubicada en el sur del núcleo urbano de Oberaach, al oeste la comuna de Amriswil. Tiene un único andén lateral al que accede una vía pasante. Existe otra vía pasante y una vía topera para dar servicio a una industria.
La estación está situada en términos ferroviarios en la línea férrea Winterthur - Romanshorn. Sus dependencias ferroviarias colaterales son la estación de Erlen hacia Winterthur y la estación de Amriswil en dirección Romanshorn.

## Servicios ferroviarios
Los servicios son prestados por SBB-CFF-FFS:

### S-Bahn
S-Bahn San Galo
A la estación llegan una línea de la red de cercanías S-Bahn San Galo:
- S 7 Weinfelden – Sulgen – Romanshorn - Rorschach.

S-Bahn Zúrich
La estación está integrada dentro de la red de trenes de cercanías S-Bahn Zúrich, y en la que efectúan parada los trenes de una línea perteneciente a S-Bahn Zúrich:
- S 30 Winterthur – Frauenfeld – Weinfelden (– Romanshorn – Rorschach)